# Дворец Кляйн Байнунен
Дворец Кляйн Байнунен (нем. Schloss Klein Beynuhnen) — бывший дворец в селе Ульяновское Озёрского городского округа Калининградской области РФ. Строился на средства наследника местного землевладельца, Фридриха Хайнриха Йоханна — Фритца фон Фаренхайда, им же во дворце была собрана коллекция произведений искусства. Коллекция была открыта в летние месяцы для свободного посещения людьми всех сословий. Дворец застраивался поэтапно — в соответствии с необходимостью расширения музейного пространства. Восточное крыло строилось в 1850 по 1854 год, центральное и западное крыло — с 1860 по 1864 год. Архитектором был скульптор Альберт Вольф. Дворец окружал благоустроенный парк площадью в 150 гектаров.

## История
Дворец Бейнунен расположен в нынешнем в селе Ульяновское Озёрского городского округа Калининградской области РФ в десяти километрах к юго — западу от города Озёрска, бывшего немецкого города Darkehmen. До Великой Отечественной войны это было селение Байнунен (Beynuhnen). С 1874 по 1945 год Байнунен был административным центром района Klein Beynuhnen графства Darkehmen (с 1938 года — графство Angerapp, 1939—1945 — район Angerapp) административного округа Гумбиннен (Gumbinnen). Входил в состав провинции Восточная Пруссия. После войны в 1945 году вошёл в Кёнигсбергскую область (в июле 1946 года переименована в Калининградскую) в составе РСФСР. В 1925 году в Кляйне Бейнухнене насчитывалось 242 человека.
Издавна территория, занимаемая дворцом с парком принадлежала немецкой семье Шлибен, затем Лендорф, потом Дёнхофф. В 1793 году Фридрих Вильгельм Йоханн приобрёл у Дёнхоффов за 75 тысяч талеров Кляйн Байнунен и стал там жить. Его наследник занимался сельским хозяйством, имел технику для возделывания зерновых и кормовых культур, занимался разведением племенных коров и чистокровных лошадей.
7 сентября 1834 года Фридрих Вильгельм Йоханн фон Фаренхайд (Friedrich Heinrich Johann von Fahrenheid) умер в возрасте 88 лет. В наследство вступил его 54-летний сын — Фридрих Хайнрих Йоханн. После его смерти земли были поделены между тремя детьми. Сыну Фритцу фон Фаренхайду достались владения Кляйн Байнунен и Ангерапп.

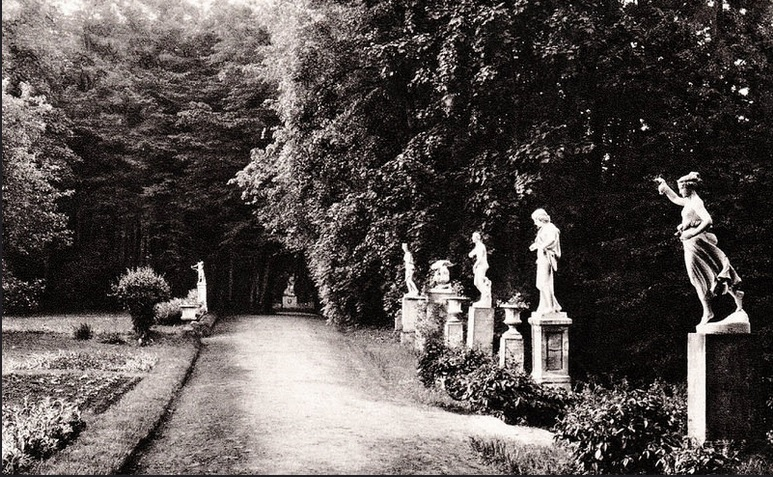
Парк около дворца

Фритц фон Фаренхайд (Fritz von Fahrenheid) родился 31 октября 1815 года в Даркемене (ныне город Озёрск Калининградской области)). Учился в королевском Фридрих-колледже в Кёнигсберге, где изучал греческую литературу и историю религии. После окончания колледжа Фритц ездил в Грецию, Константинополь, Малую Азию, Иерусалим. В 1851 году, после смерти отца, Фритц побывал в Риме, после чего начал собирать коллекцию картин и скульптур. Из Италии, Парижа и Лондона он привозил гипсовые копии выдающихся произведений античной скульптуры.
Предметы искусства он перевозил морем, поскольку Восточная железная дорога появилась только 1856 года, потом до имения использовались подводы. Со временем в имении Фритца Фаренхайда скульптурам стало мало места. В 1854 году хозяин пристроил к особняку крыло в стиле барокко. Там появился Античный зал, с которым было связано преобразование усадьбы. В 1856 год в имении Кляйн Байнунен побывал король Пруссии Фридрих Вильгельм IV, пришедший в восторг от Античного зала и собранной Фаренхайдом коллекции произведений античного искусства.
Позднее Фритц увлёкся живописью итальянского Ренессанса. Для коллекции он стал покупать копии и оригиналы известных мастеров живописи. Со временем и для картин потребовалось больше места. В 1862 году началось строительство дворца. Архитектором дворца стал берлинец Кристиан Август Ханеманн назвавший построенное здание — Вилла Фаренхайда. Существует и такая версия, что автором проекта дворца был друг Фритца — немецкий скульптор Карл Конрад Альберт фон Вольф, ученик Кристиана Даниэля Рауха, а позже — профессор Берлинской академии художеств.

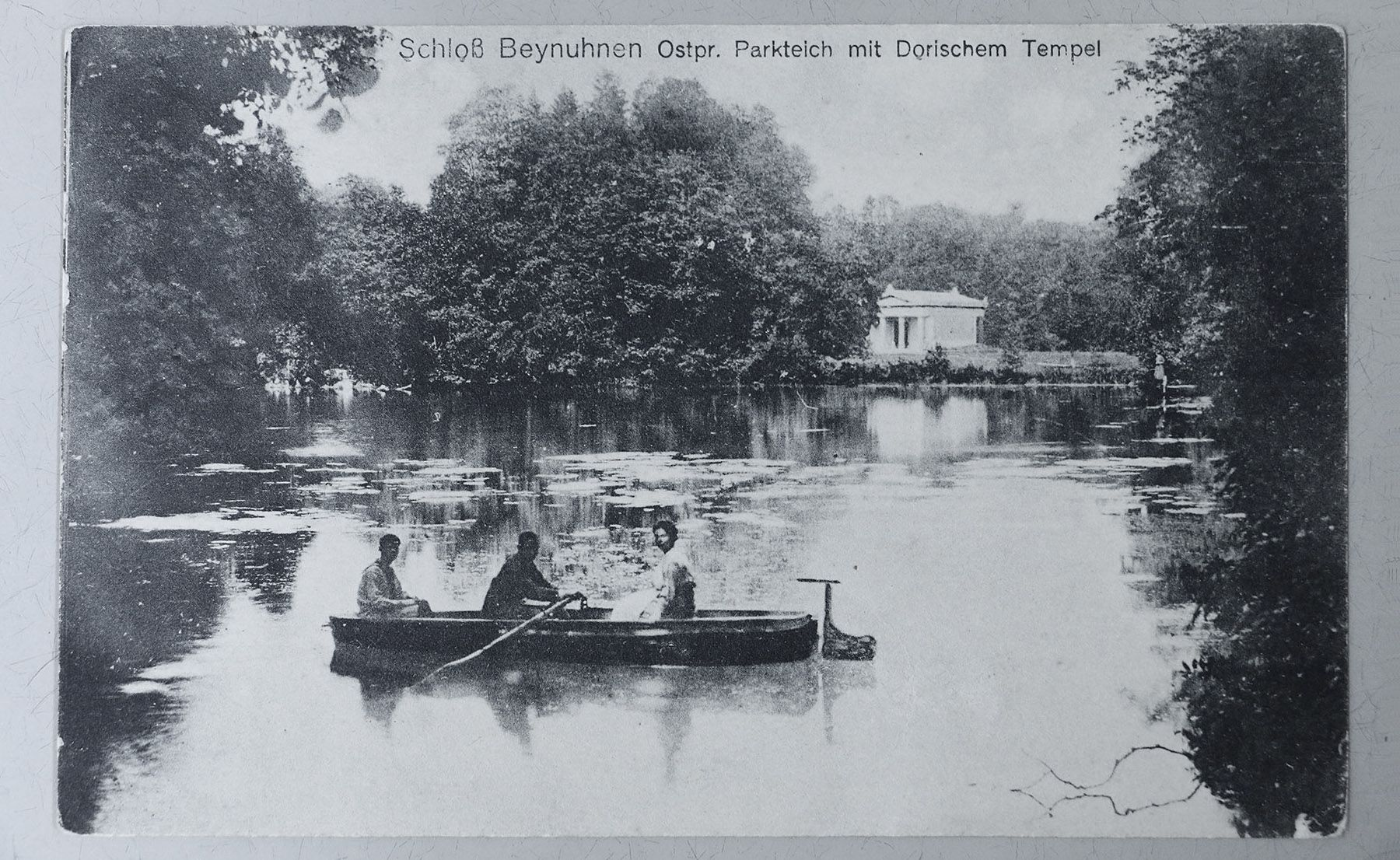
Парк с прудами около дворца

В 1866 году строительство дворца было закончено. Дворец представлял собой двухэтажное кирпичное здание, состоящее из центральной части с колоннами, портиком и полуподвальными помещениями и с более низкими боковыми строениями и двумя поперечными крыльями. Построенное в стиле позднего классицизма, оно отличалось изысканностью геометрических форм. Крыши здания украшались скульптурами.
Боковой поперечный флигель выполнен с четырьмя статуями копий античных скульптур, к которым ведет высокая лестница. Чаши и акротерии украшали фронтон и карниз. Копии шедевром скульптуры и живописи размещались по залам, имеющим своё название: Красный, Колонный, Античный, Серый, Европа, Зал гравюр, Кори-зал, в котором хранились древнегреческие статуи, и Кофейная комната. Её стены были выполнены в дымчато-коричневых тонах. Мягкая мебель обита узорчатым красным бархатом. На стенах висело 19 картин, среди которых были оригиналы художников: Гвидо Рени, Федерико Бароччи, Франческо Тревизани, Аньоло Бронзино. В западном крыле здания в частных комнатах был зал с кариатидами и копиями фигур храма Эрехтейон из Афинского акрополя.
На втором этаже дворца находился Зелёный зал или Зал героев. Там были собраны портреты выдающихся личностей европейской истории, науки и искусства, политики своего времени.
Объём коллекции был настолько значителен, что её каталог состоял из более 400 страниц. Здесь находились 7 гравюр Гвидо Рени, 10 гравюр Корреджо, 4 — Тициана, 33 гравюры по картинам Рафаэля, созданные, предположительно Маркантонио Раймонди.

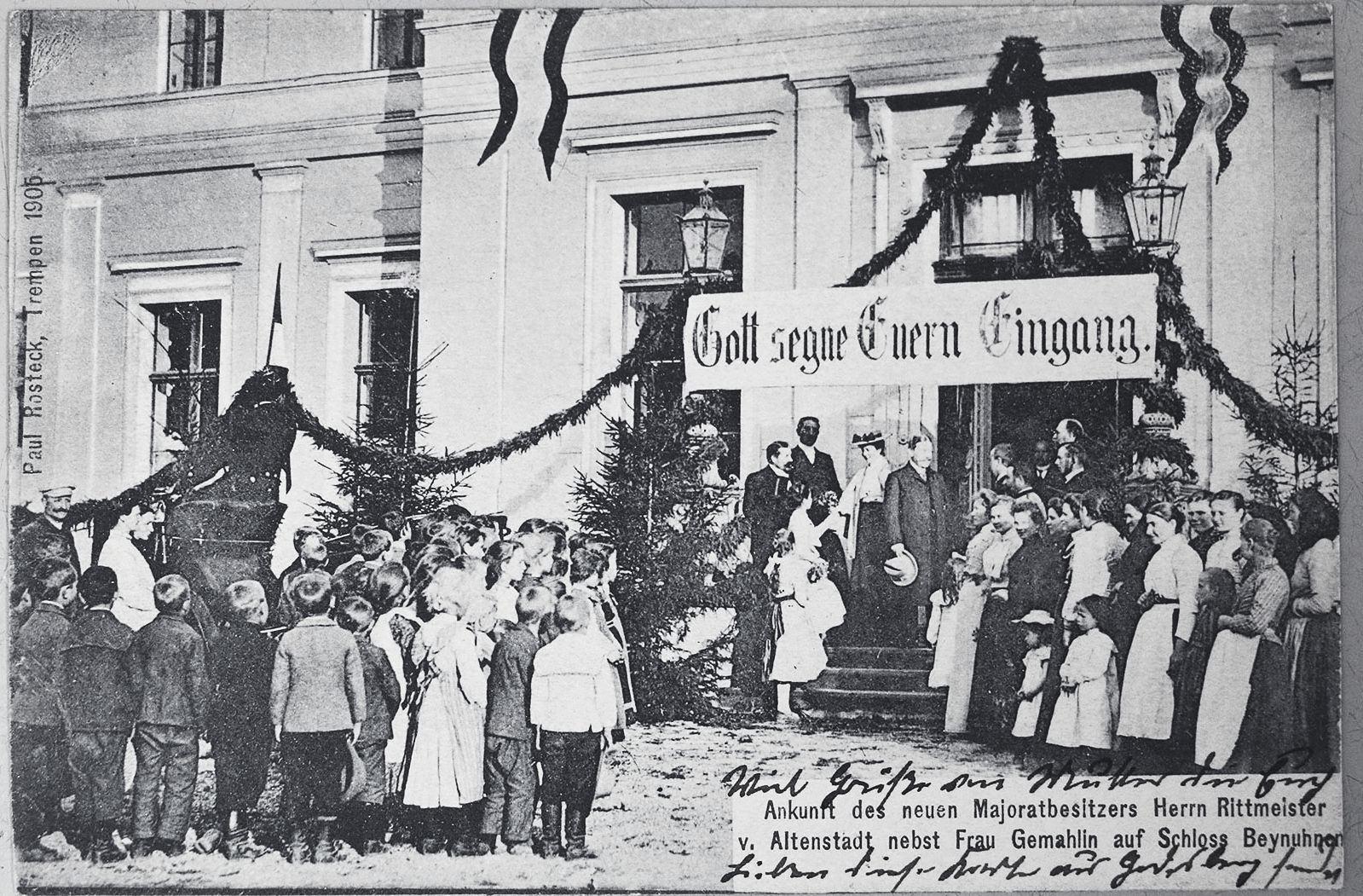
Дворец Бейнунен, открытие коллекции для местных жителей

Стены дворца украшали 67 оригинальных полотен художников: Гвидо Рени («Распятие Петра», «Мадонна»), Лука Джордано («Похищение Европы»), Хосе де Рибера («Умирающий Себастьян»), Карло Маратта («Отдых при бегстве в Египет»), Доменикино («Иосиф с Христом-ребенком»), Рафаэль Санти («Святая Цецилия») (собственность папы Климента XIII). Копия картины «Мона Лиза» Леонардо да Винчи находилась в рабочем кабинете фон Фаренхайда.
Для посещений с 1884 года во дворце были открыты вестибюль и 9 комнат восточном крыле с библиотекой и гравировальным шкафом, Большой античный зал. На мраморном полу вестибюля лежал ковёр из древнегреческой Смирны, на белокаменном камине стоял бюст Афины. В кабинете было 35 картин. Среди них — оригиналы картин художников: Джорджоне, Анибале Карраччи и Франческо Солимене. Помещения были открыты для широкой публики в летнее время.
Для своей коллекции Фаренхайд покупал как античные произведения искусства, так и живопись эпохи Возрождения и барокко, картины модных современных ему художников — Ансельма Фойербаха, Арнольда Бёдлера, картины немецких романтиков Карла Блехена и Иоганна Ширмера.

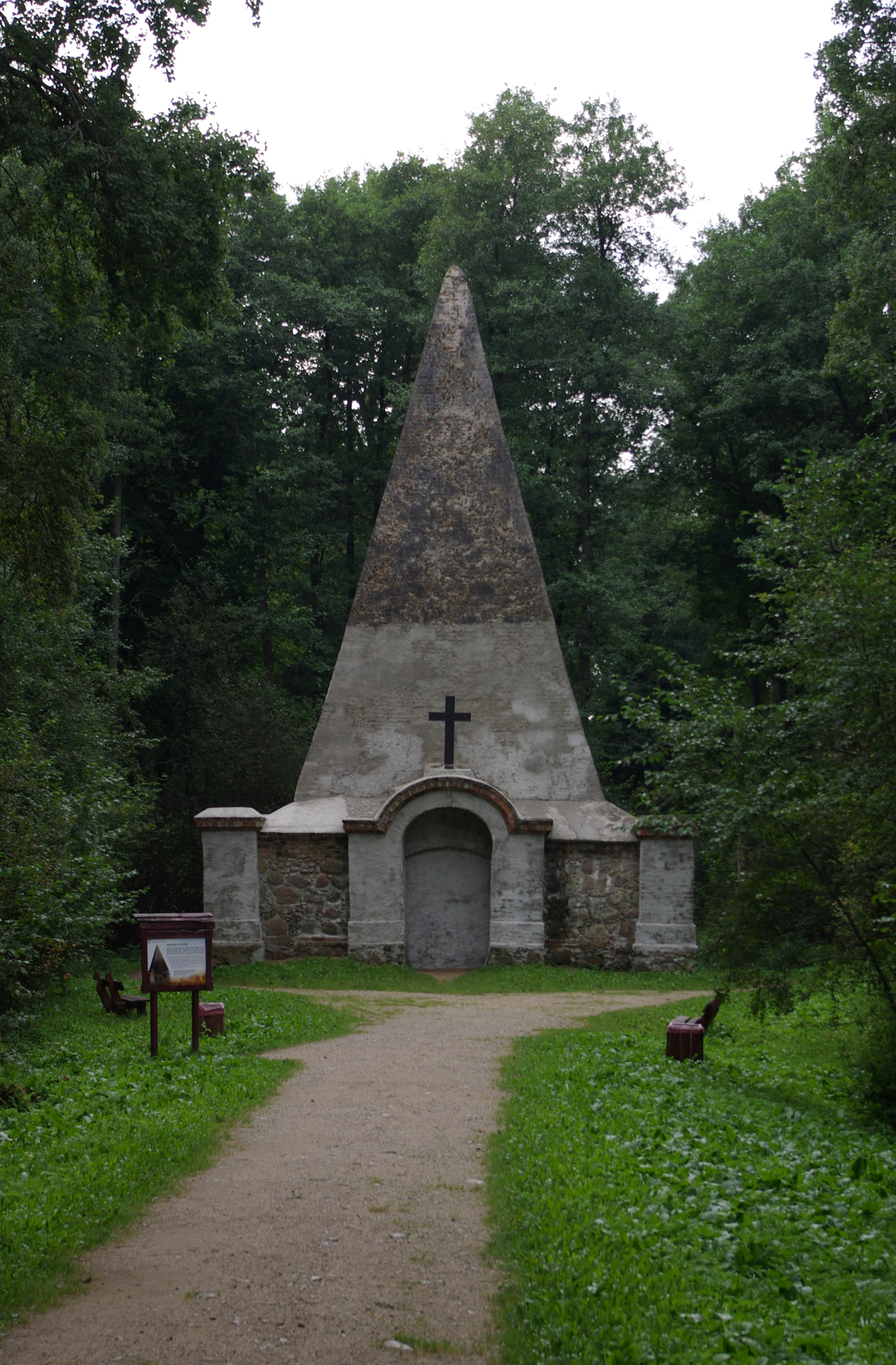
Склеп дворянского рода Fahrenheid

Дворец окружал парк с более чем двумя сотнями копий античных гипсовых скульптур, прудами и озёрами, на которых люди катались на лодках, обводным каналом, ручьями и арыками. В парке были устроены альпийские горки, гроты, смотровые площадки, беседки из живых деревьев, фонтанчики. Устроенная гидросистема парка была самоочищаемая, сообщающаяся с дренажными устройствами и питалась от артезианского источника. Ландшафтная архитектура парка обустраивалась лучшими «парковедами» Европы. Главная аллея парка пересекалась поперечными дорожками. Парк занимал площадь в 150 гектаров. В его центре на небольшой холме стоял дорический храм, в котором находилась копия скульптуры греческих ваятелей «Лаокоон и его сыновья».

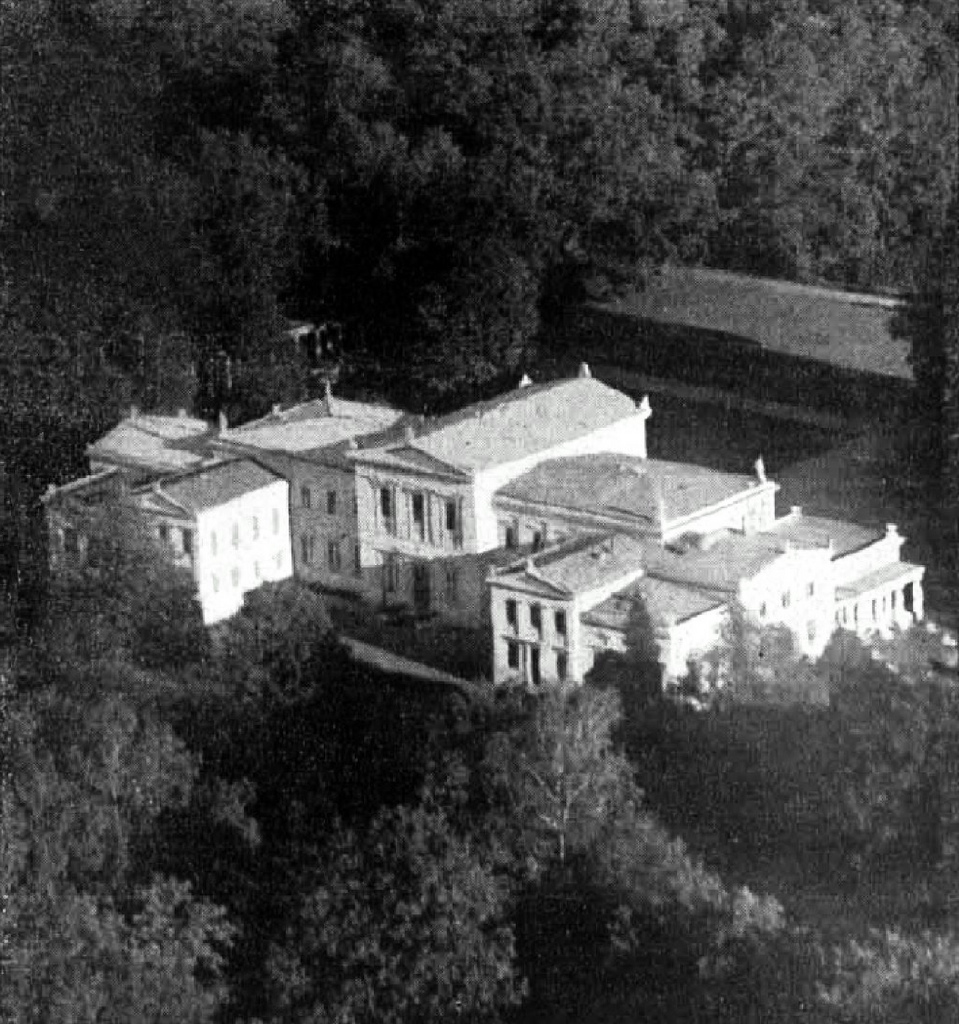
Вид на дворец с самолёта

В последние годы жизни Фаренхайд долго болел. У него было нарушено кровоснабжение, астма, артрит коленных суставов. 8 июня 1888 года он скончался от пневмонии. В предсмертном завещании Фритц фон Фаренхайд указал, что имение должно было быть доступным для людей всех сословий.
В окрестности села Ульяновское находится склеп семьи фон Фаренхайд (скульптор Торвальдсен). Склеп представляет собой в плане квадрат со сторонами в 10 метров с куполом в форме высокой пирамиды. Стены склепа выложены из природных камней. Общая высота сооружения составляет около 16 метров. В мавзолее похоронены останки четверых членов семьи фон Фаренхайд: Нинетт (умерла в 1811 году в возрасте трёх лет от скарлатины), Иоганн Фридрих (1834), Вильгельмина (1844) и Фриц Вильгельм (строитель пирамиды — 1849). В 1998 году в склепе проводились реставрационные объекты. Трупы членов семьи мумифицированы.
В 1888 году имение вошло в перечень достопримечательностей провинции, а потом и всей Пруссии. В настоящее время памятник восточнопрусского архитектурного, дендрологического, ландшафтного и художественно-паркового заповедника Байнунен находится в запущенном состоянии.
В годы Первой мировой войны в имении были похоронены погибшие воины. 11 сентября 1929 года на военном кладбище в дворцовом парке Байнунена был открыт памятник, сложенный из обтёсанных камней в виде пирамиды и увенчанный шаром с железным крестом. Памятник к настоящему времени не сохранился. В 1944 году часть коллекции была вывезена родственниками Фаренхайда, а часть закопана в парке. В 1945 году часть дворца была взорвана. Художественные ценности были изъяты как трофеи. Функционирует только сохранившийся дом садовника, в котором жила семья местного председателя колхоза.

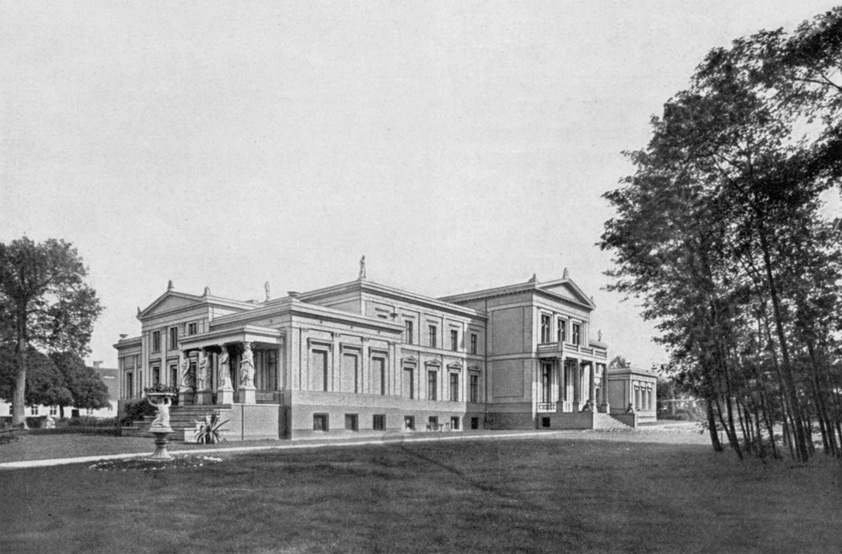
Дворец Бейнунен
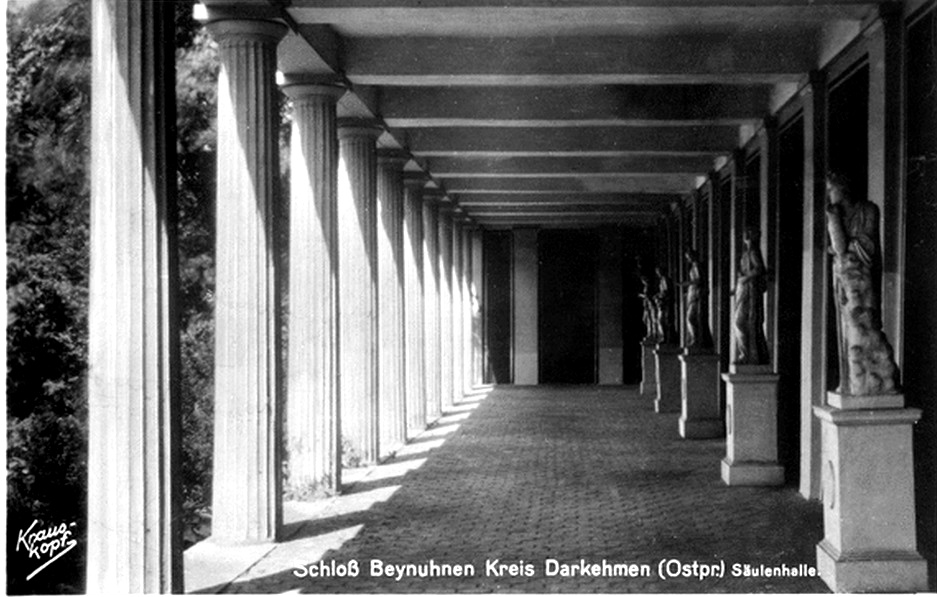
Дворец Бейнунен
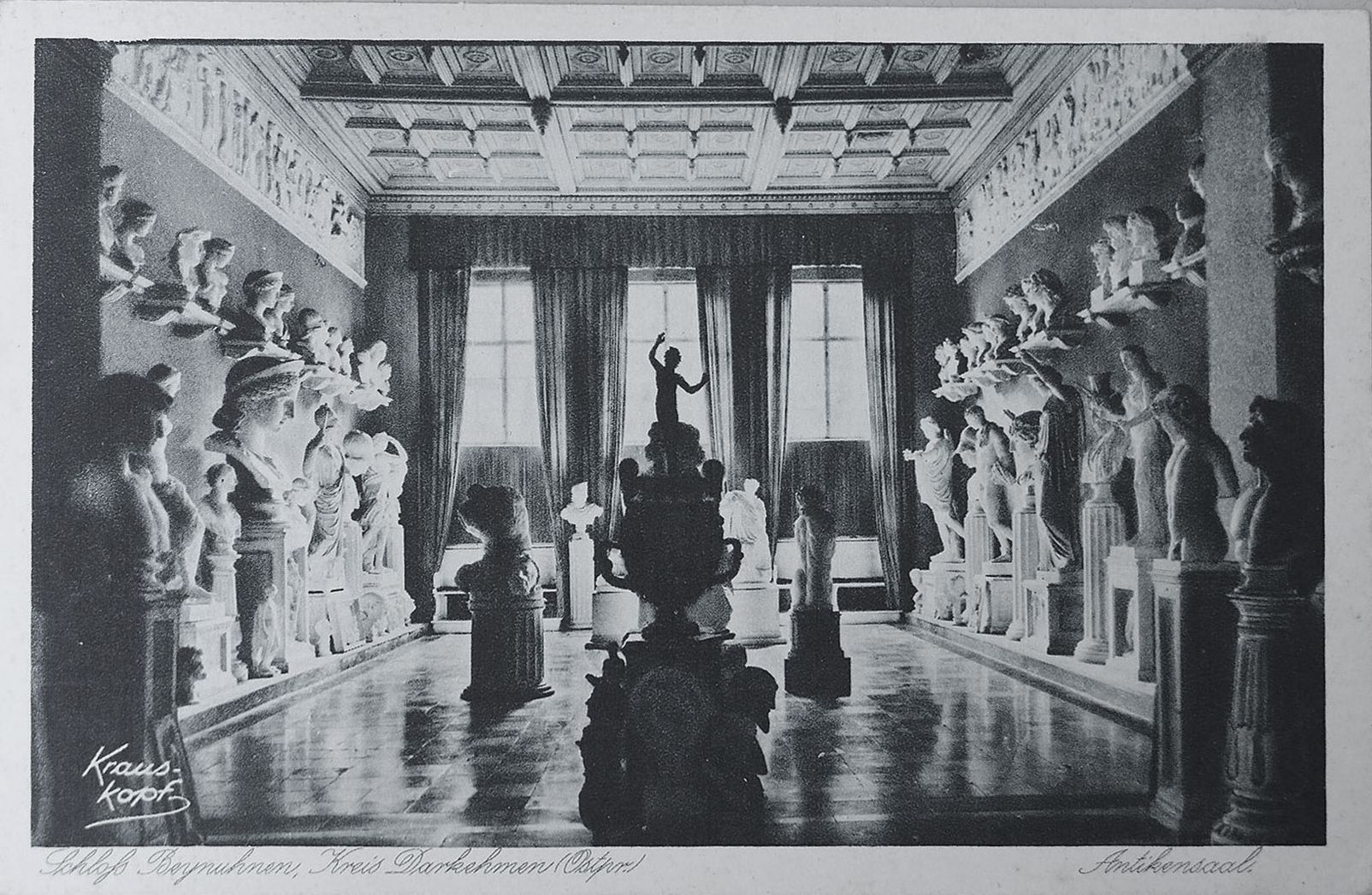
Интерьеры дворца
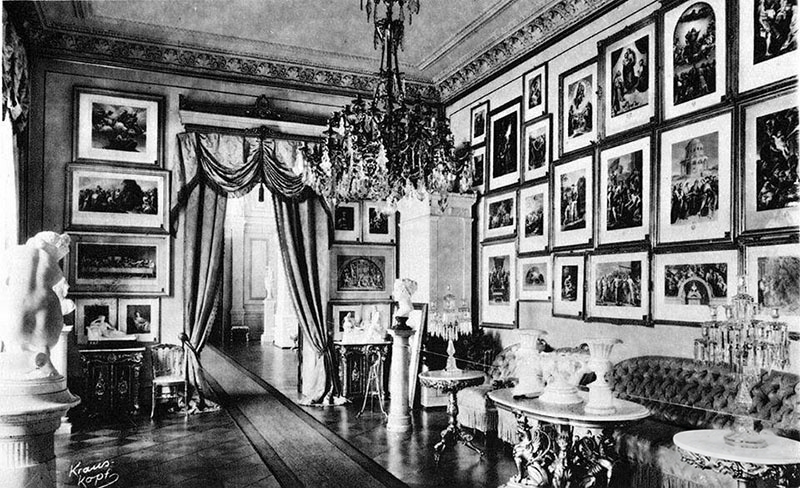
Интерьеры дворца
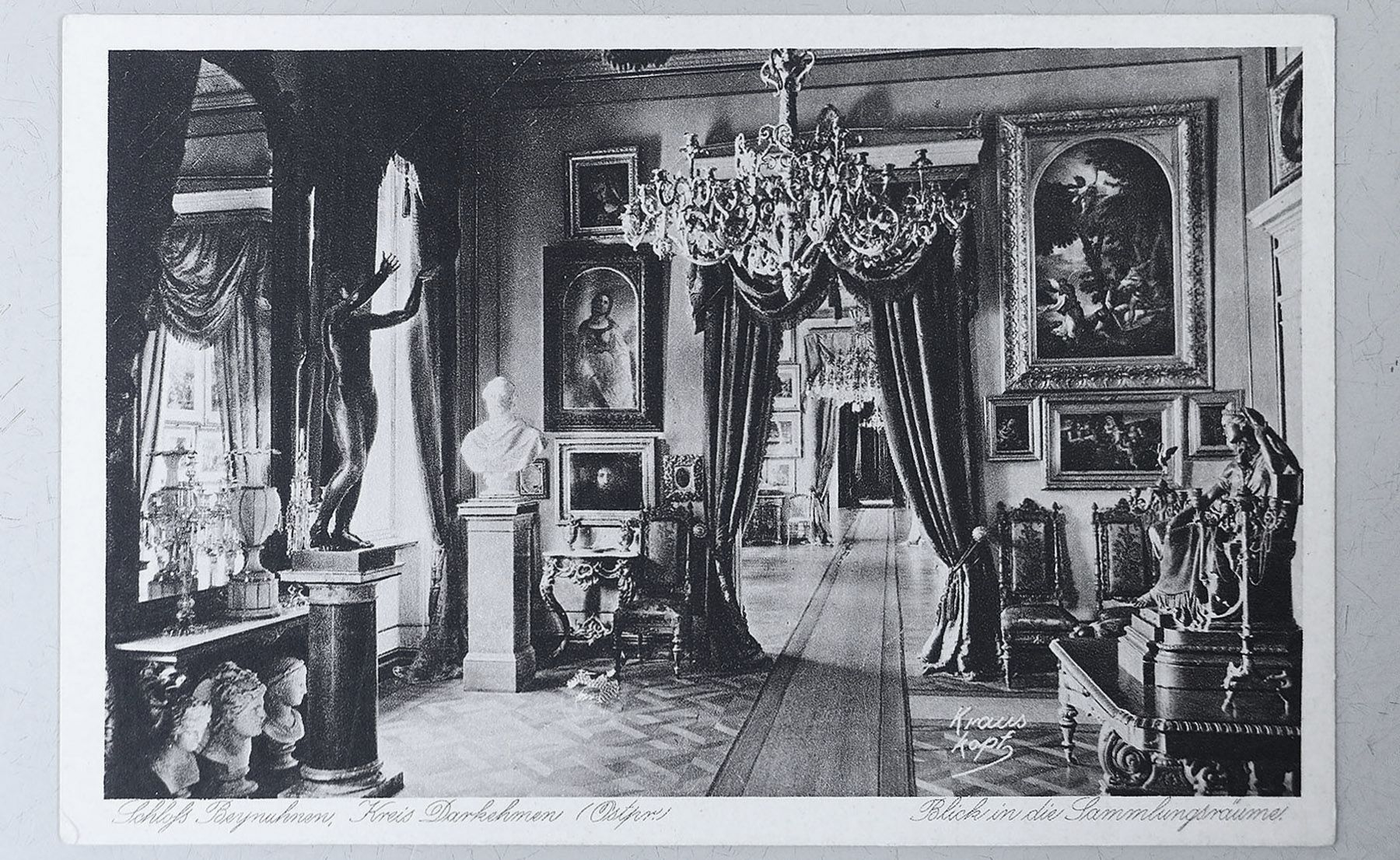
Интерьеры дворца
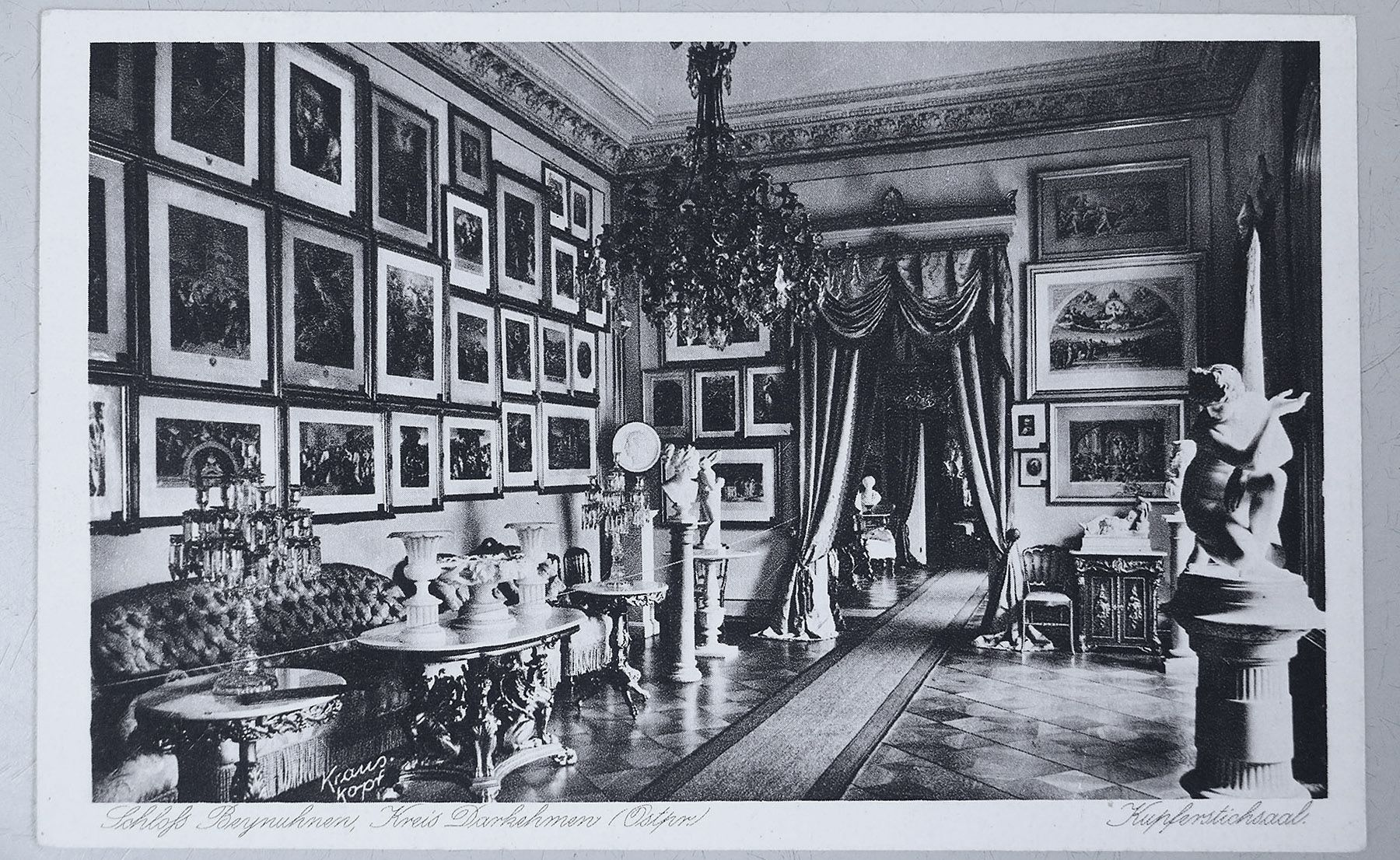
Интерьеры дворца
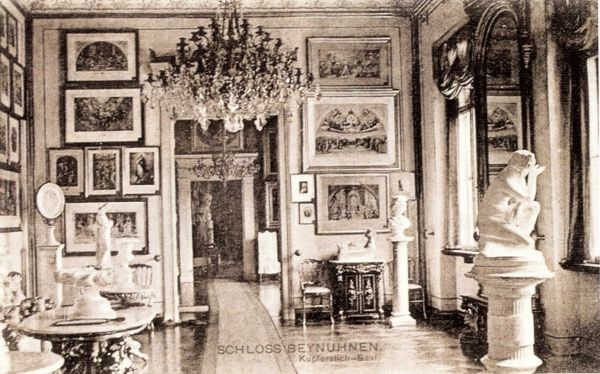
Интерьеры дворца
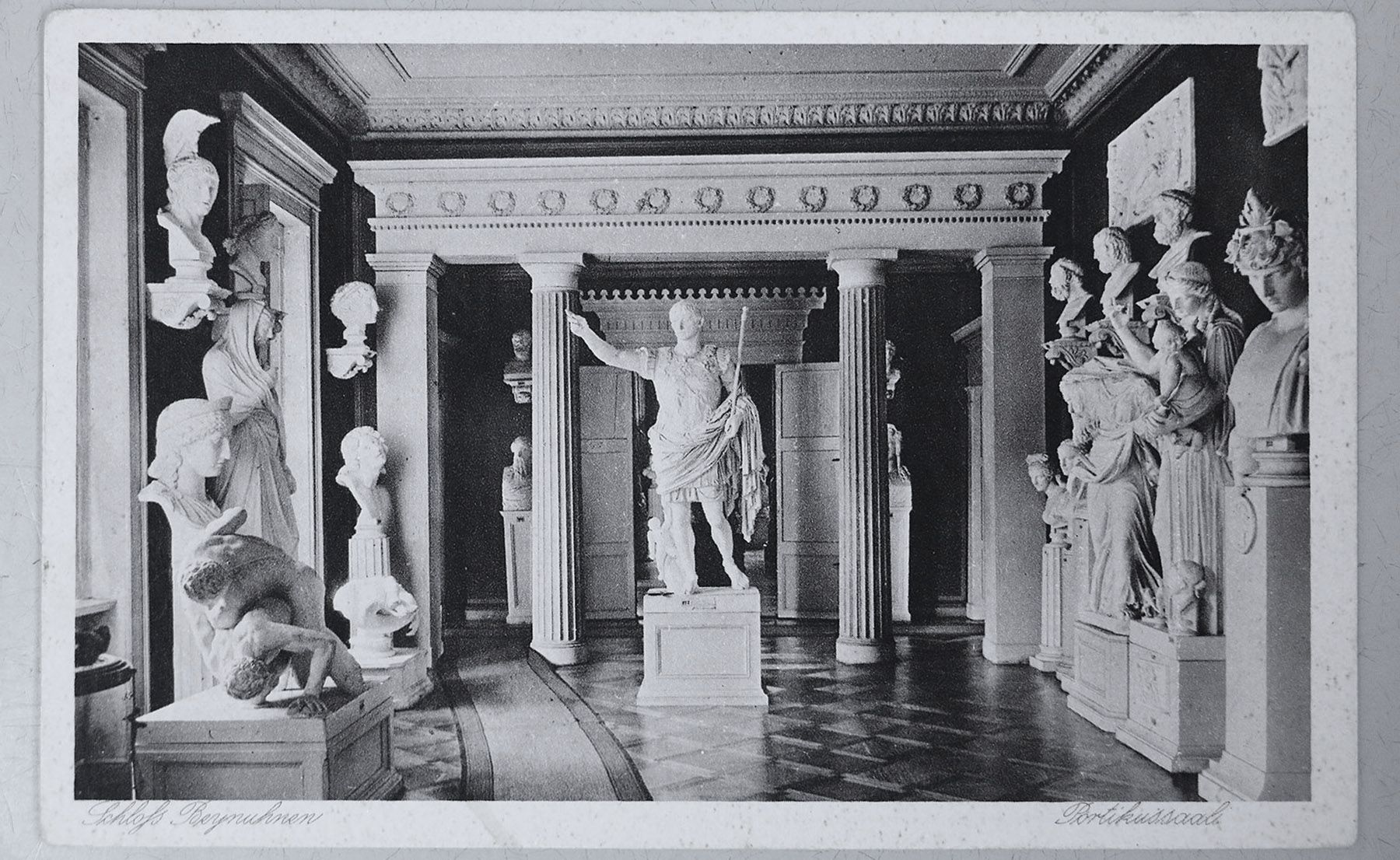
Интерьеры дворца